# 27 śmierci Toby’ego Obeda
27 śmierci Toby’ego Obeda – reportaż Joanny Gierak-Onoszko. Wydany w 2019 przez wydawnictwo Dowody na Istnienie, zdobywca w 2020 Nagrody Literackiej „Nike Czytelników”.
Książka opowiada o procesie wynarodawiania dzieci rdzennych mieszkańców w Kanadzie oraz o tym, jak współczesne państwo rozlicza się z tamtymi praktykami. Tytułowy Toby Obed jest jednym z tzw. ocaleńców – osób, które przeszły przez system edukacji nakierowany na inuickie dzieci.
Autorka, pracując nad książką, spędziła w Kanadzie dwa lata.
Książka została przetłumaczona na język czeski i litewski.